# Emanuel Pinheiro da Silva Primo
Emanuel Pinheiro da Silva Primo (Cuiabá, 1º de agosto de 1929 – Chapada dos Guimarães, 26 de julho de 1974) foi um advogado, procurador, professor, arquivista e político brasileiro, outrora deputado federal por Mato Grosso.

## Dados biográficos
Filho de Manuel Pinheiro da Silva Filho e Maria da Conceição Pinheiro. Advogado formado em 1956 pela Universidade do Estado do Rio de Janeiro, tornou-se procurador e lecionava na Universidade Federal de Mato Grosso. Antes era arquivista na prefeitura de Cuiabá.
Eleito deputado estadual por Mato Grosso via PSD em 1962 e reeleito pela ARENA em 1966, presidiu a Assembleia Legislativa de Mato Grosso entre 1967 e 1969. Conquistou um mandato de deputado federal em 1970, mas foi assassinado com seis tiros em 26 de julho de 1974 pelo comerciante João Lopes quando buscava a reeleição. O crime teria sido motivado por ciúmes pois o autor suspeitava que sua esposa tivesse um caso amoroso com a vítima. Julgado em 19 de março de 1976 o réu foi absolvido por quatro votos a três sob a alegação de coação moral.
Com sua morte foi efetivado Edil Ferraz, primeiro suplente de deputado federal.